# Marcos Rocha
Marcos Luis Rocha Aquino (ur. 11 grudnia 1988 w Sete Lagoas) – brazylijski piłkarz występujący na pozycji prawego obrońcy, reprezentant Brazylii, od 2018 roku zawodnik Palmeiras.